# Chiesa dell'Annunziata (Arpaia)
La chiesa dell'Annunziata, nota popolarmente come Annunziatella, è un piccolo edificio religioso dismesso situato nel territorio di Arpaia, ai piedi del monte Castello e nelle immediate vicinanze del convento di Santa Maria delle Grazie. L'elemento più interessante della chiesetta sono gli affreschi affiorati nell'abside e datati fra il XIV e il XVI secolo.

## Storia

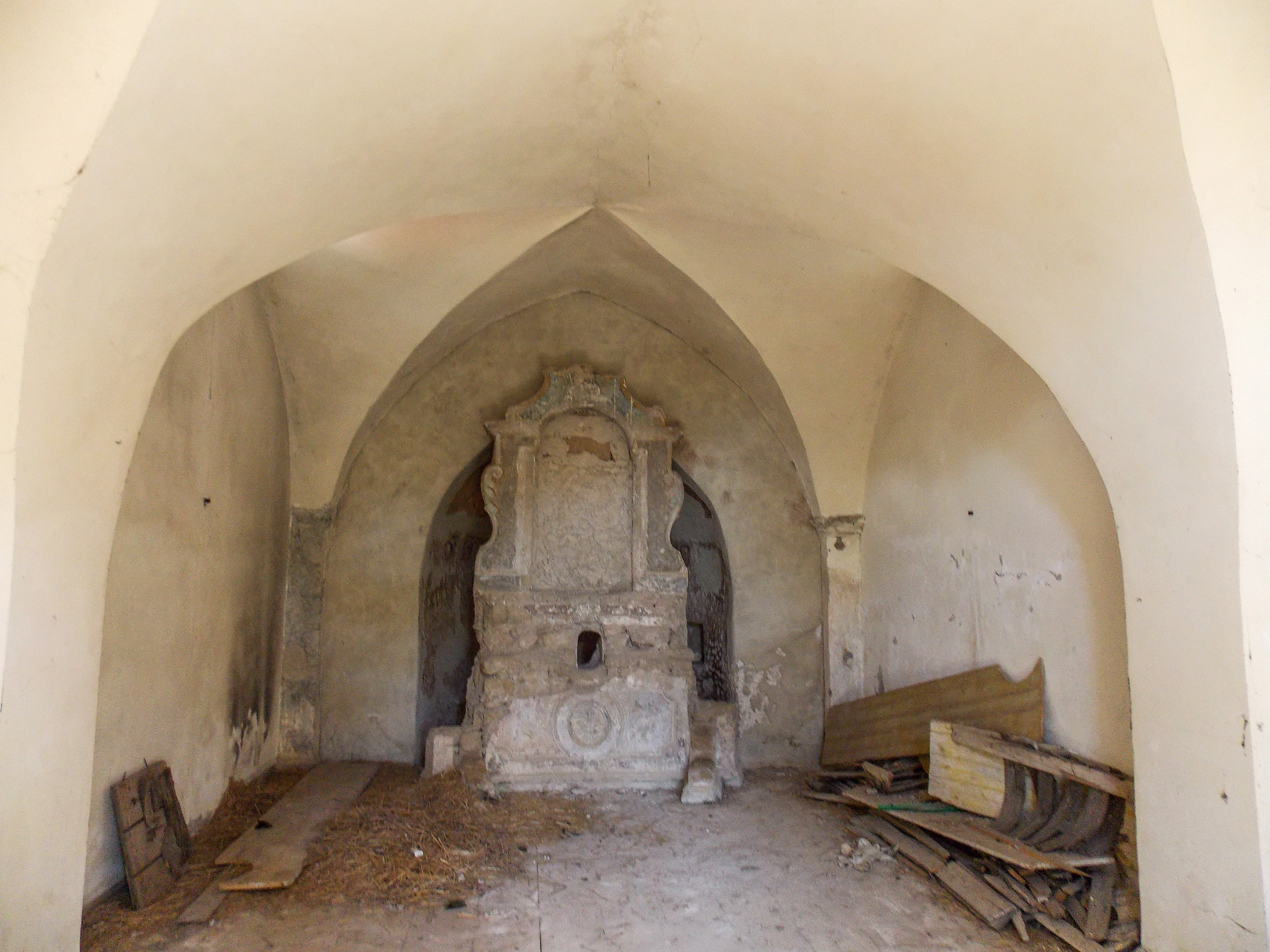
L'interno con l'altare in muratura

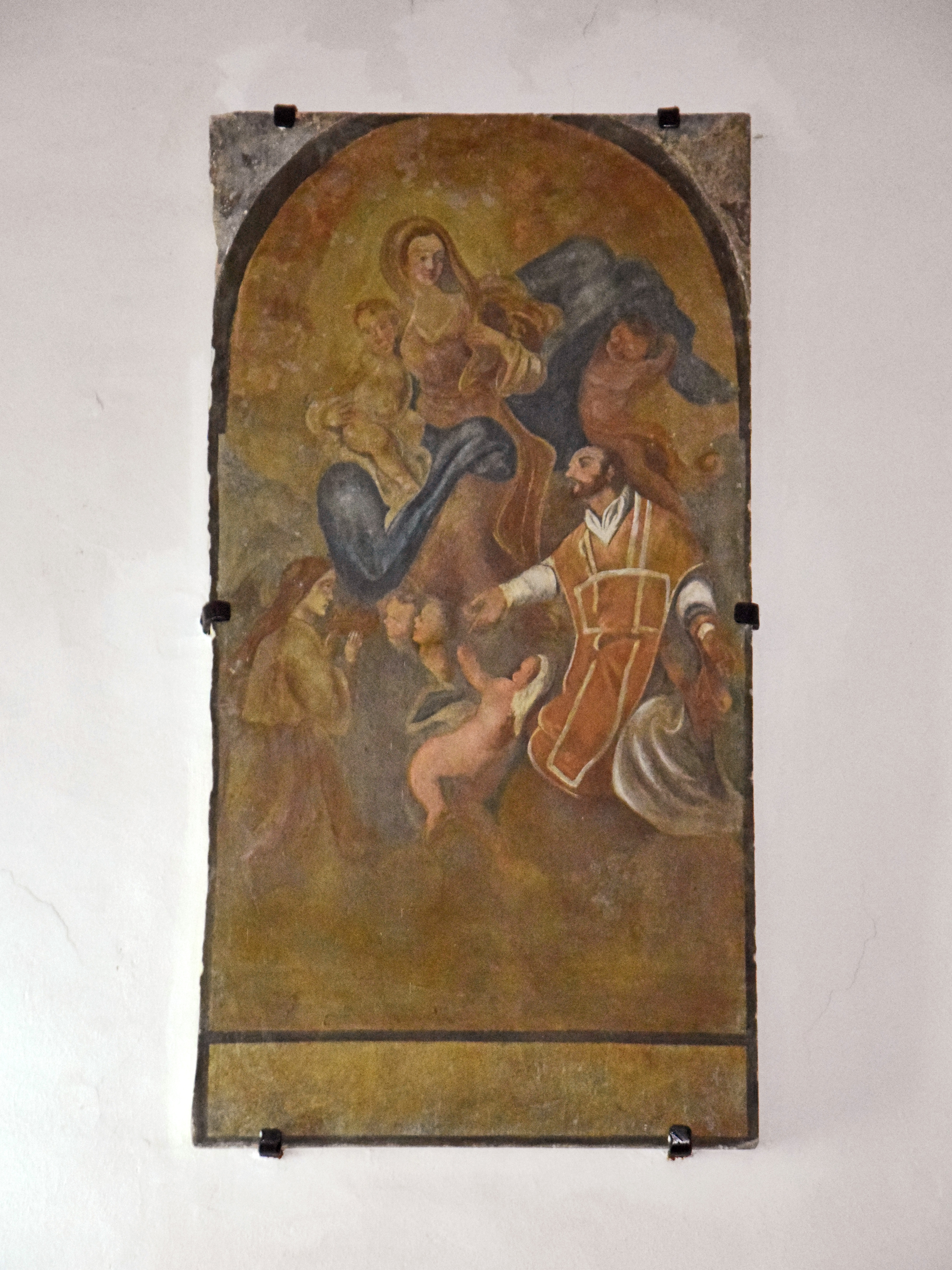
Il quadro che ornava l'altare settecentesco

È stata avanzata l'ipotesi che la chiesa dell'Annunziata debba essere identificata con la chiesa di Sancta Maria de Jugo: tale nome è attestato in uno scritto di un monaco, Guglielmo Caracciolo, risalente al 1199. Caracciolo si riferisce ad una comunità di monaci insediata nella chiesa già all'epoca dell'epidemia di peste del 1106.
La chiesa appare (con il nome attuale) nella relazione redatta dopo la visita del vescovo Giovanni Ghevara, il 31 agosto 1534: all'epoca l'edificio si presentava spoglio e vuoto. Verso la fine del secolo Francesco Gaudino, notabile locale, si offrì di rimetterlo in funzione a sue spese; ma, a causa della sua morte, il ripristino fu messo in atto solo ai primi del XVII secolo dal nipote Berardo Andrea, tesoriere della cattedrale di Sant'Agata de' Goti. Egli ottenne il patronato sulla chiesa per la famiglia Gaudino, e vi fece celebrare messa nei venerdì e nelle festività della Madonna.
Probabilmente l'Annunziatella fu danneggiata dai terremoti del 1688 e del 1702; e rimase in uno stato di abbandono per lungo tempo. Nel 1744 fu restaurata e di nuovo attrezzata per il culto da Antonia Girardi, mentre il marito Giovan Battista Cacciatore si impegnava a fornire regolarmente fondi per la manutenzione: fu benedetta e riaperta per la celebrazione dell'Annunciazione, il 25 marzo. È attestato che, anche in seguito, la famiglia Cacciatore Ghirardo godeva di patronato sulla chiesa. Nel 1804 la Santa Sede vi istituì l'indulgenza plenaria, valida per sette anni nella settimana dal 25 marzo in poi.
Entro il 1848 la famiglia Venerusi subentrò al patronato della chiesa dell'Annunziata. Nonostante qualche ulteriore restauro per tenere la chiesa aperta almeno in occasione dell'Annunciazione, negli anni 1920 era completamente abbandonata. Ripristinata ancora negli anni 1950, tornò dismessa entro un decennio.

## Descrizione

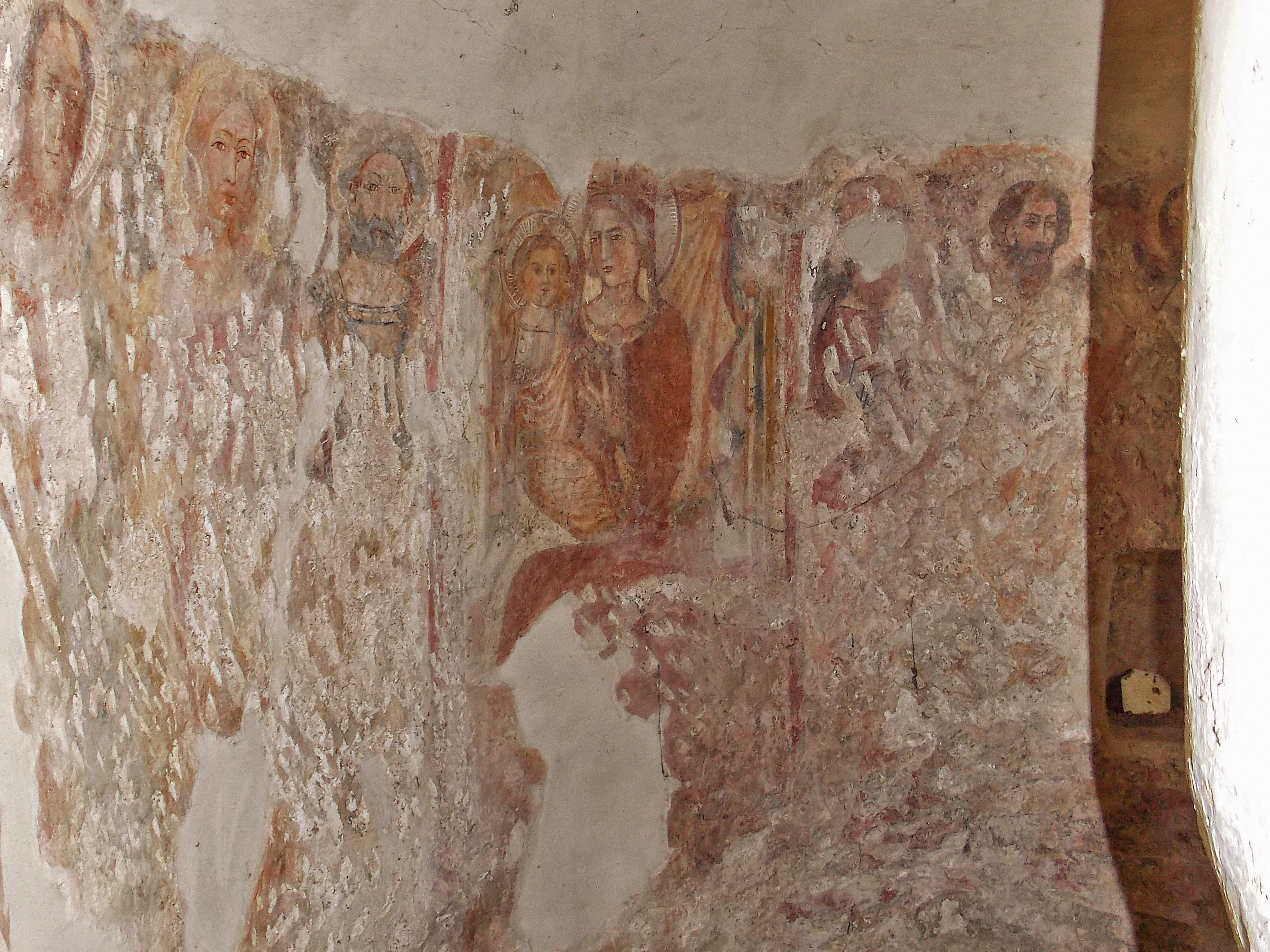
L'affresco della Madonna con il Bambino fra i santi

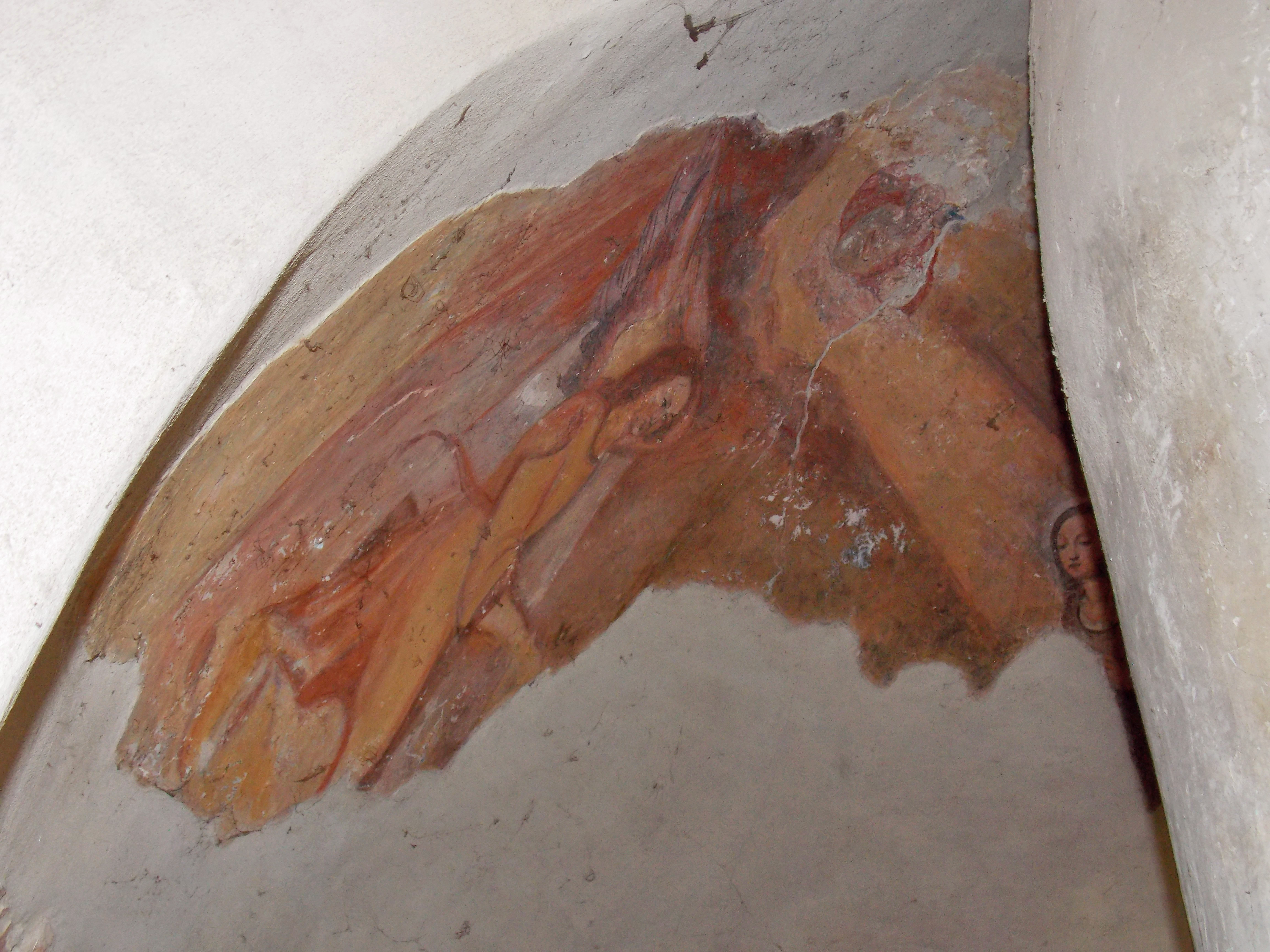
L'affresco dell'Annunciazione nel catino absidale

La chiesa dell'Annunziata ha una semplice struttura a pianta rettangolare, a navata unica con abside in fondo: può darsi che l'abside sia la cappellina rurale originaria, cui poi è stata aggiunta la navata. L'edificio è orientato in direzione ovest-est, trasversalmente al pendio su cui è eretta. Le mura presentano una serie di scarpe, particolarmente evidenti sul lato sinistro dove è maggiore la spinta verso il basso. Il tetto è spiovente ad una falda, ma è probabile che in origine la chiesa avesse una facciata a capanna. Il portale d'ingresso, in pietra calcarea, è composto da due stipiti che, con due mensole, reggono l'architrave, diviso in tre parti con chiave centrale. Sopra di esso è una finestra rettangolare strombata. Altre dovevano essere sulle pareti laterali, ma sono quasi del tutto scomparse con gli interventi succedutisi nei secoli.
La navata si compone di due volte a crociera a sesto acuto, divise con una coppia di pilastri. A sesto acuto, più piccolo, è anche il vano in cui si apre l'abside. La vista di quest'ultimo è quasi del tutto impedita dall'altare a spalliera, in muratura, costruito nel XVIII secolo e attualmente in stato di degrado.
Dietro l'altare è un ciclo di affreschi, probabilmente frutto di più interventi sovrapposti. L'opera fu riscoperta nel 1973 sotto uno strato di intonaco applicato in occasione di qualche restauro: infatti, essa si presenta molto danneggiata dalle picconate adoperate per fissare il nuovo strato.
Al centro della composizione è la Madonna in trono con il Bambino, datata fra il XIV e il XVI secolo. Ai due lati di questo riquadro si estende una successione di santi raffigurati frontalmente, in piedi, che risalgono al XIV o XV secolo. Mentre queste figure sono di buona esecuzione, è meno curata l'Annunciazione, dipinta nel catino absidale fra il XV e il XVI secolo, che sembra collegarsi alla Madonna con il Bambino in un rapporto di causa ed effetto.
Altri due elementi degni di nota sono documentati come provenienti nella chiesa ma non più presenti sul luogo. Il primo è un capitello sferocubico, su una delle cui facce è uno stemma in rilievo: uno scudo con un giglio o una palma stilizzata. Il secondo è la pala d'altare: una Madonna con Bambino e Santi, tempera su lavagna della seconda metà del XVIII secolo e di influenza solimenesca. Attualmente è esposto nella chiesa parrocchiale di San Michele Arcangelo.